# اليابان في الألعاب البارالمبية الصيفية 2012

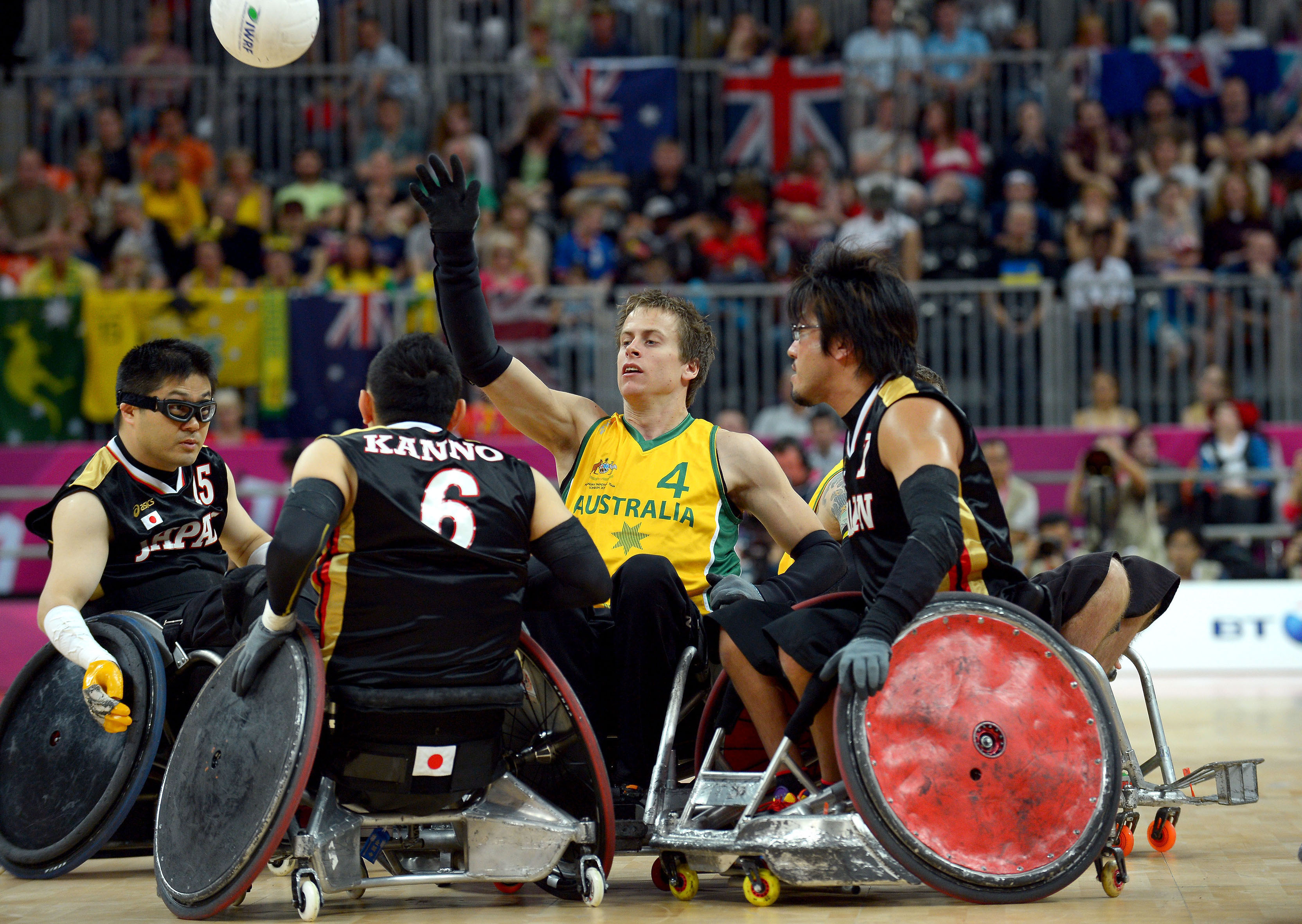
اليابان 2012

شاركت اليابان في الألعاب البارالمبية الصيفية لندن 2012, حيث اختتمت الدورة ب 16 ميدالية; 5 ذهبية، 5 فضية و6 برونزية. بهذه النتيجة إحتلت اليابان المرتبة الرابعة والعشرون في الدورة.

## الميداليات
اليابان شاركت في الألعاب البارالمبية الصيفية في لندن 2012، وأحرزت مجموعًا 16 ميدالية، منها 5 ذهبية، و5 فضية، و6 برونزية. بفضل هذه النتائج، حلت اليابان في المرتبة الرابعة والعشرين في ترتيب الدول في تلك الدورة.

## وصلات خارجية
- الموقع الرسمي لندن 2012